# 吉隆坡城中城

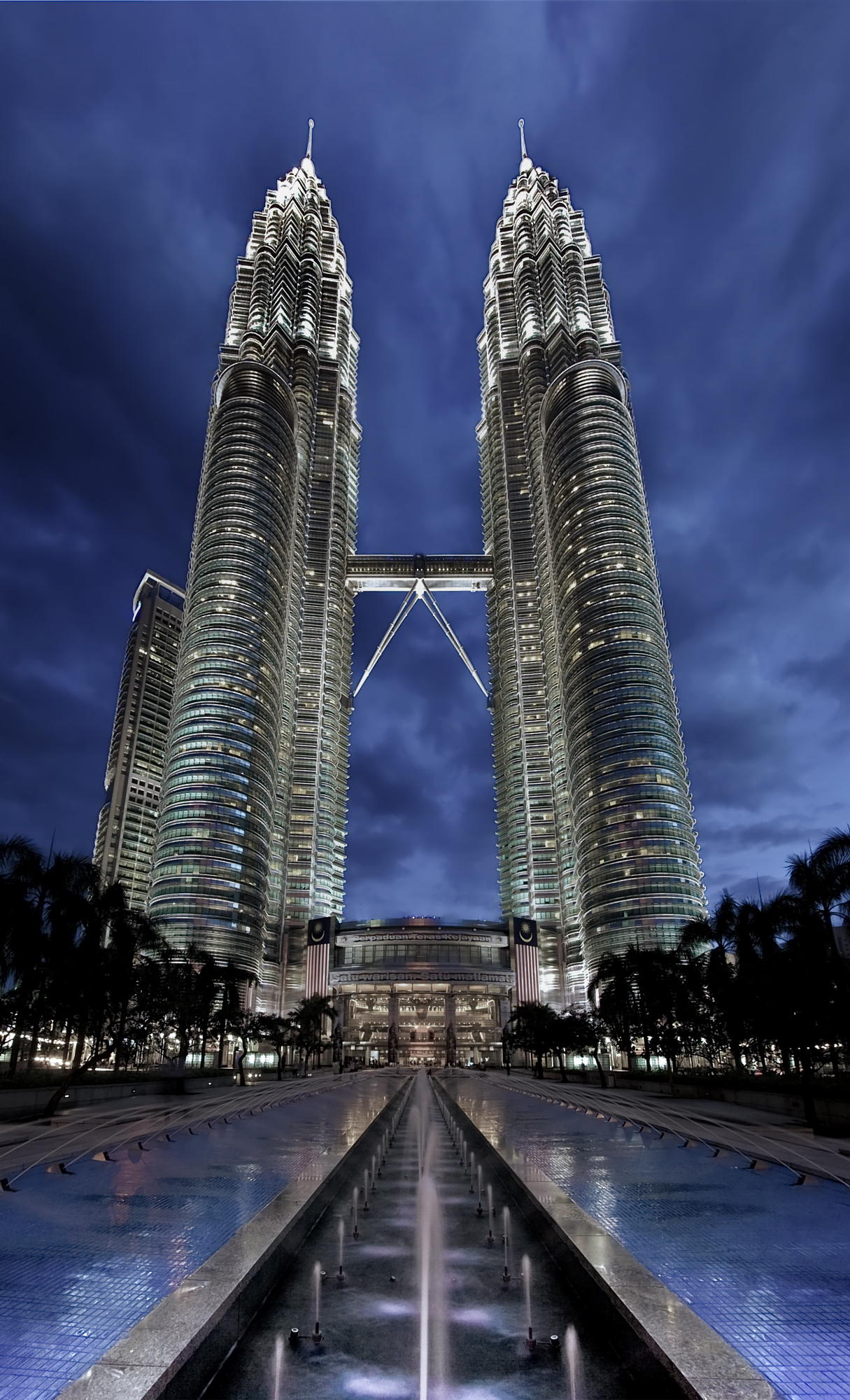
馬來西亞著名地標國油雙峰塔

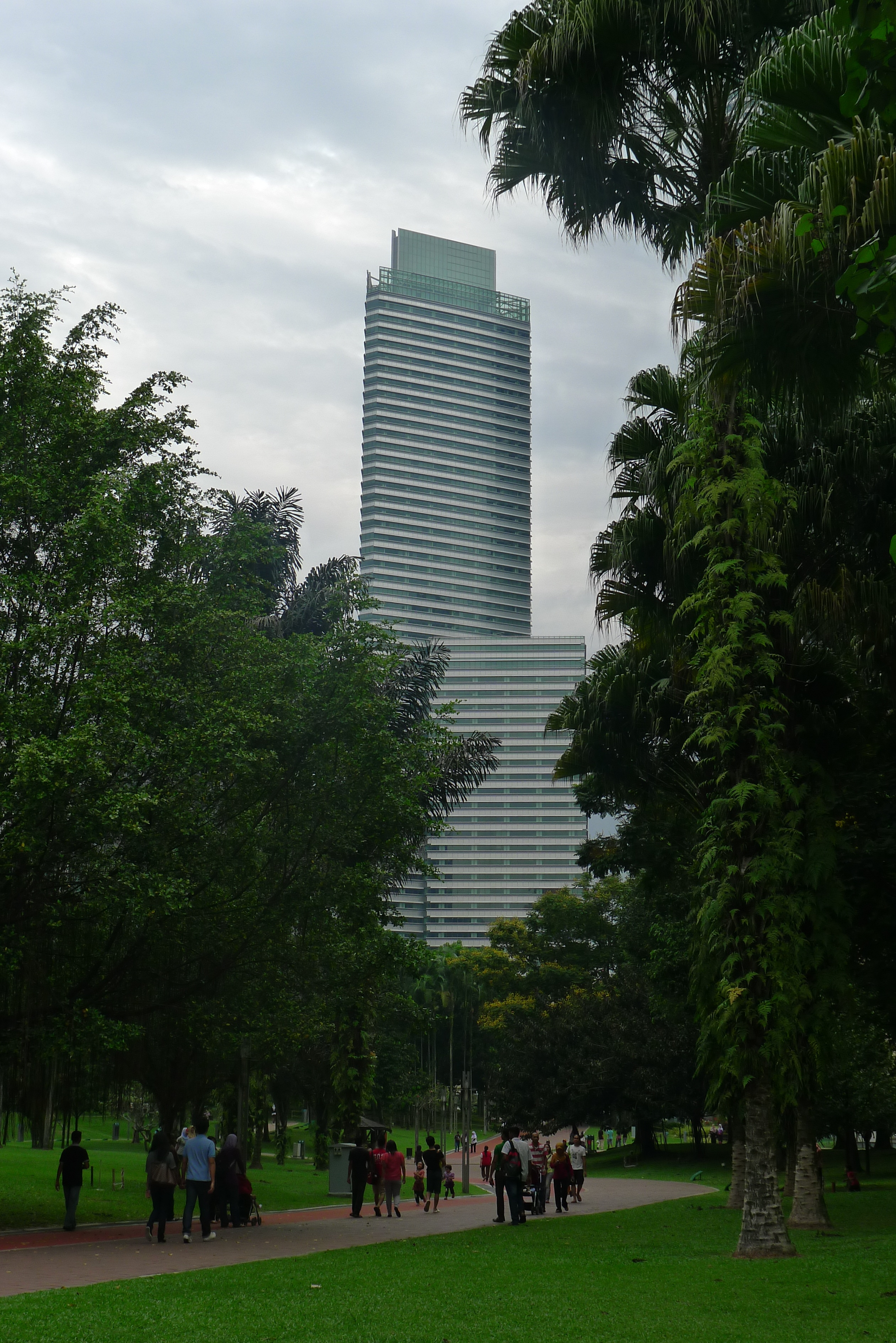
在第二期吉隆坡城中城計劃下，興建的勘探大廈（目前已经完工）

吉隆坡城中城（Kuala Lumpur City Centre，簡稱KLCC），是马来西亚吉隆坡的一個都市更新區域，總面積100公頃，自1993年3月開始進行開發，現已成為吉隆坡首要的中心商務區（CBD）。許多吉隆坡的地標及重要建築國油雙峰塔、吉隆坡會展中心、城中城公園、明讯大厦等重要設施皆位於區內，且區內亦匯集眾多商場、高級酒店、豪宅及企業總部，成為吉隆坡最為國際化的地段。

## 發展背景
此處早期是馬來人和印度人的傳統住宅區，在20世紀末開始轉變成高尚住宅區，而國油双峰塔與吉隆坡城中城的所在地為雪蘭莪賽馬會（Selangor Turf Club）的賽馬場。該賽馬場於1895年成立，會場內可容納超過2萬人，在網路仍不發達的時代，民眾需要親臨賽馬場才能知道最新的賽果。在1970年代至90年代，賽馬活動的鼎盛時期，每逢賽馬日，賽馬場旁的安邦路就會陷入交通癱瘓的情況。在90年代初期，时任马来西亚首相马哈迪·莫哈末展開2020年宏愿（Wawasan 2020），希望馬來西亞在2020年可以成功邁入先進國的行列，在此宏愿中，展開許多的計劃，其中吉隆坡城中城及多媒體超級走廊計劃（MMC）對這一帶的發展影響深遠。
吉隆坡城中城目標為將市中心從茨廠街一帶轉移到原屬吉隆坡高尚住宅區的安邦路一帶，以引導都市均衡發展，疏解茨廠街和武吉免登一帶的商業和交通擁擠。政府也希望透過建設地標性的辦公大樓、遊憩園地和高級公寓，可使這一帶成為金融上班中心，同時推動馬來西亞邁向國際的競技舞台上，廣邀國際知名建築設計師為這一帶設計具現代意味的特色建築。
在这项計劃中，吉隆坡賽馬場被迁移至吉隆坡南部的新街场，騰出一塊面積超過40公頃的土地，同時也持續收購附近的土地。1992年，吉隆坡城中城的建築工程啟動，首先動工的建築分別為國油雙峰塔、城中城公園和明讯大厦等。

## 範圍
吉隆坡城中城劃定的範圍總面積约100公頃，整個計畫區大約在安邦路（Jalan Ampang）、P南利路（Jalan P. Ramlee）、賓甲路（Jalan Binjai）、嘉炳路（Jalan Kia Peng）和檳榔路（Jalan Pinang）這一塊包圍的地方。早期此區域的土地多為雪蘭莪賽馬會（Selangor Turf Club）和私人擁有。目前城中城大部分的建築由城中城不動產信託基金（KLCC Reit）所持有，這一帶仍留有許多未發展的土地，城中城第二期工程計劃也正在進行中。
目前隸屬城中城不動產信託基金（KLCC Reit）地段的劃分
| 區塊 | 發展類型          | 項目名稱             | 備註                                           |
| ---- | ----------------- | -------------------- | ---------------------------------------------- |
| A    | 商辦大樓/購物商場 | 國油雙峰塔           | 陽光廣場位在其裙樓                             |
| B    | 商辦大樓          | 明訊大廈             |                                                |
| C    | 商辦大樓/購物商場 | 勘探大廈             | 其裙樓為陽光廣場的延伸部分                     |
| R    | 購物商場          | 陽光廣場             |                                                |
| P    | 住宅大樓          | Binjai on the Park   |                                                |
| F    | 會展/購物商場     | 吉隆坡會展中心       |                                                |
| D    | 酒店              | 東方文華酒店         |                                                |
| D1   | 未知              | 未知                 | 目前為閒置工地，但通往勘探大廈的地下通道已完工 |
| G    | 酒店              | 香格里拉商貿酒店     |                                                |
| 178  | 公眾開放空間      | 艾沙基林清真寺       |                                                |
| 177  | 多項用途          | 城中城中央冷氣系統   |                                                |
| K    | 商辦大樓/購物商場 | Lot K, KLCC          | 目前正興建新雙峰塔工程，无详情。               |
| H    | 商辦大樓          | Menara Exxon Mobil   |                                                |
| -    | 公眾開放空間      | 城中城公園 KLCC Park |                                                |
| L    | 住宅/商辦大樓     | -                    | 目前為臨時停車場                               |
| L1   | 住宅/商辦大樓     | -                    | 目前為臨時停車場                               |
| M    | 商辦大樓          | -                    | 目前為臨時停車場                               |
| N    | 多項用途          | -                    | 目前為Binjai on the Park的展示屋               |
| P2   | 商辦大樓          | -                    | 目前為臨時停車場                               |
| J1   | 商辦大樓          | -                    | 目前為臨時停車場                               |
| J    | 商辦大樓          | -                    | 目前為臨時停車場                               |
| E    | 商辦大樓          | 吉隆坡會展中心       | 吉隆坡城中城水族館位在其底樓                   |

## 發展概況

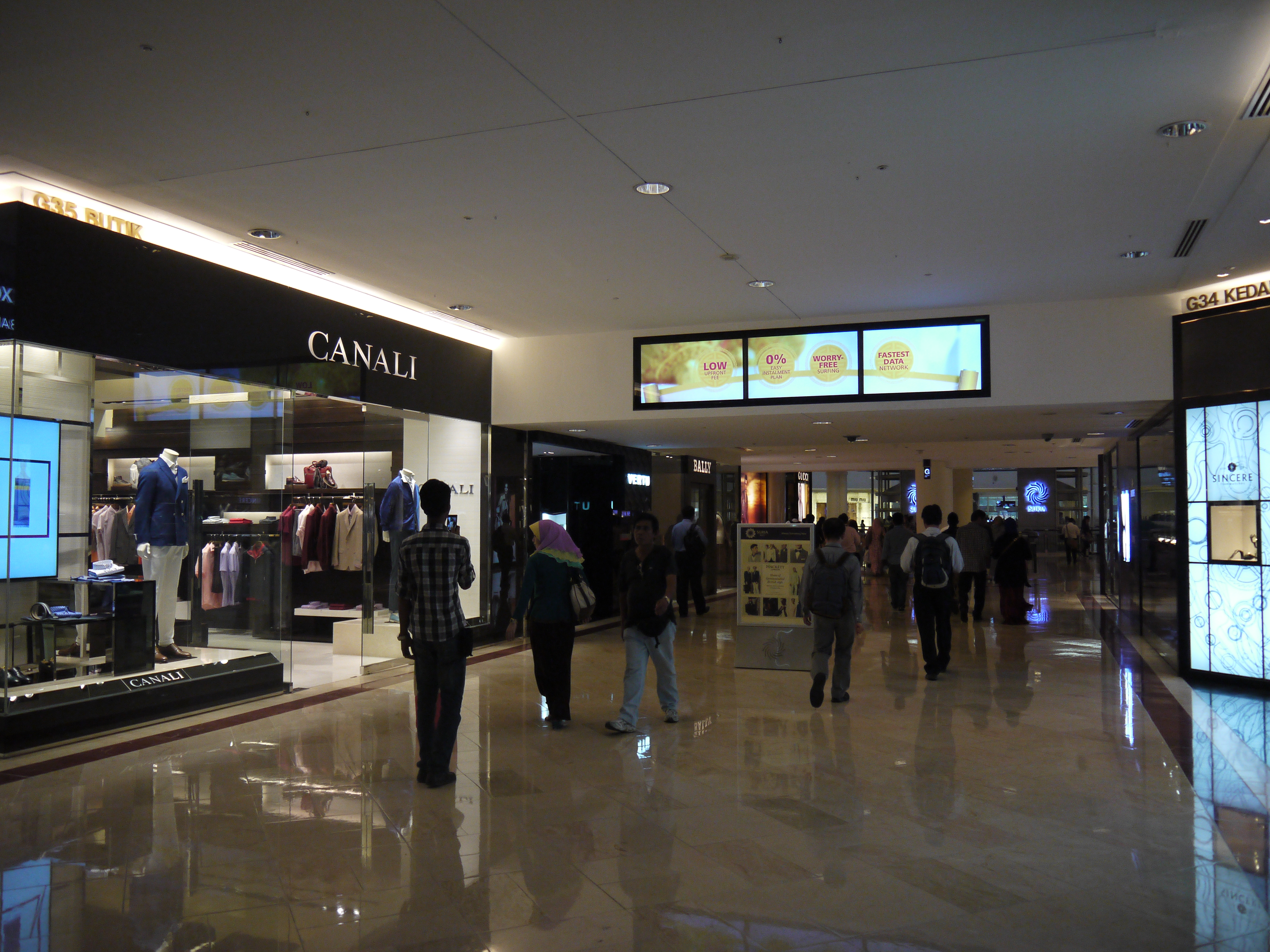
陽光廣場

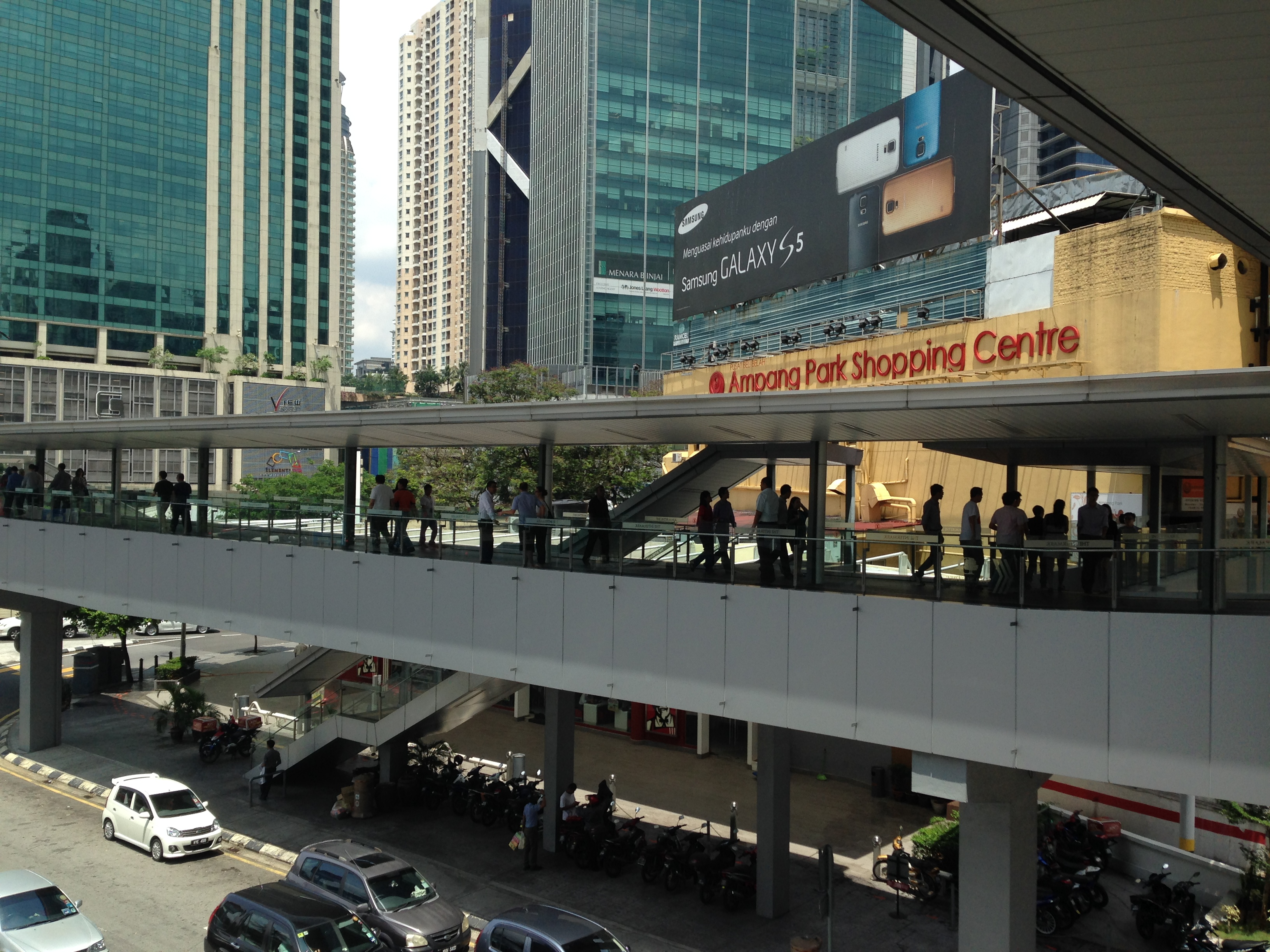
敦拉薩路空橋系統外觀

城中城目前已達致其原本發展的目標，計劃區內的最高樓－國油雙峰塔，已成功為馬來西亞帶來許多的國際目光，也成為吉隆坡主要的觀光景點。在城中城計劃推動之時，周邊地區的土地也陸續被發展，該建成各式用途的上班大樓和高檔高樓住宅，如花旗銀行馬來西亞總部、大眾銀行總部、Intermark大樓、中國銀行馬來西亞總部、G-Tower、聯邦土地發展局（Felda）總部、纳莎集团（Naza Group）總部等，另外高檔住宅包括The Troika、One KL、Marc Residence、The Meritz、The Avere、The Oval、The Binjai等，以及不少的百貨公司和餐飲娛樂設施，如陽光廣場、Avenue K商場、The Intermark、東方文化酒店、香格里拉商貿酒店、君悅酒店、城中城公園、四季酒店和W 酒店等，這裡已成為吉隆坡最主要的商業區之一和新市中心，也是馬來西亞企業總部和高級酒店的聚集之處。

### 國油雙峰塔

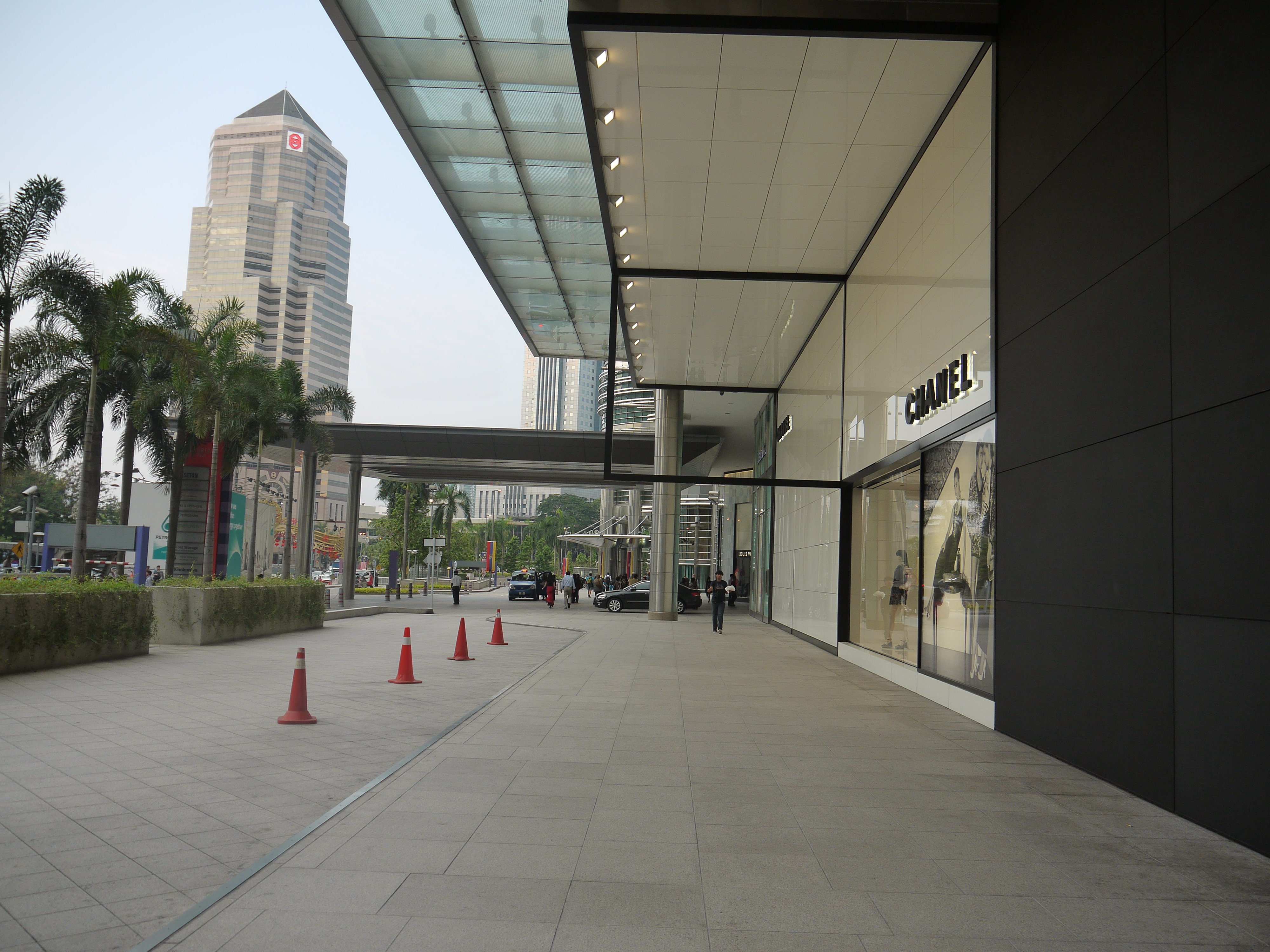
第二期陽光廣場的外觀

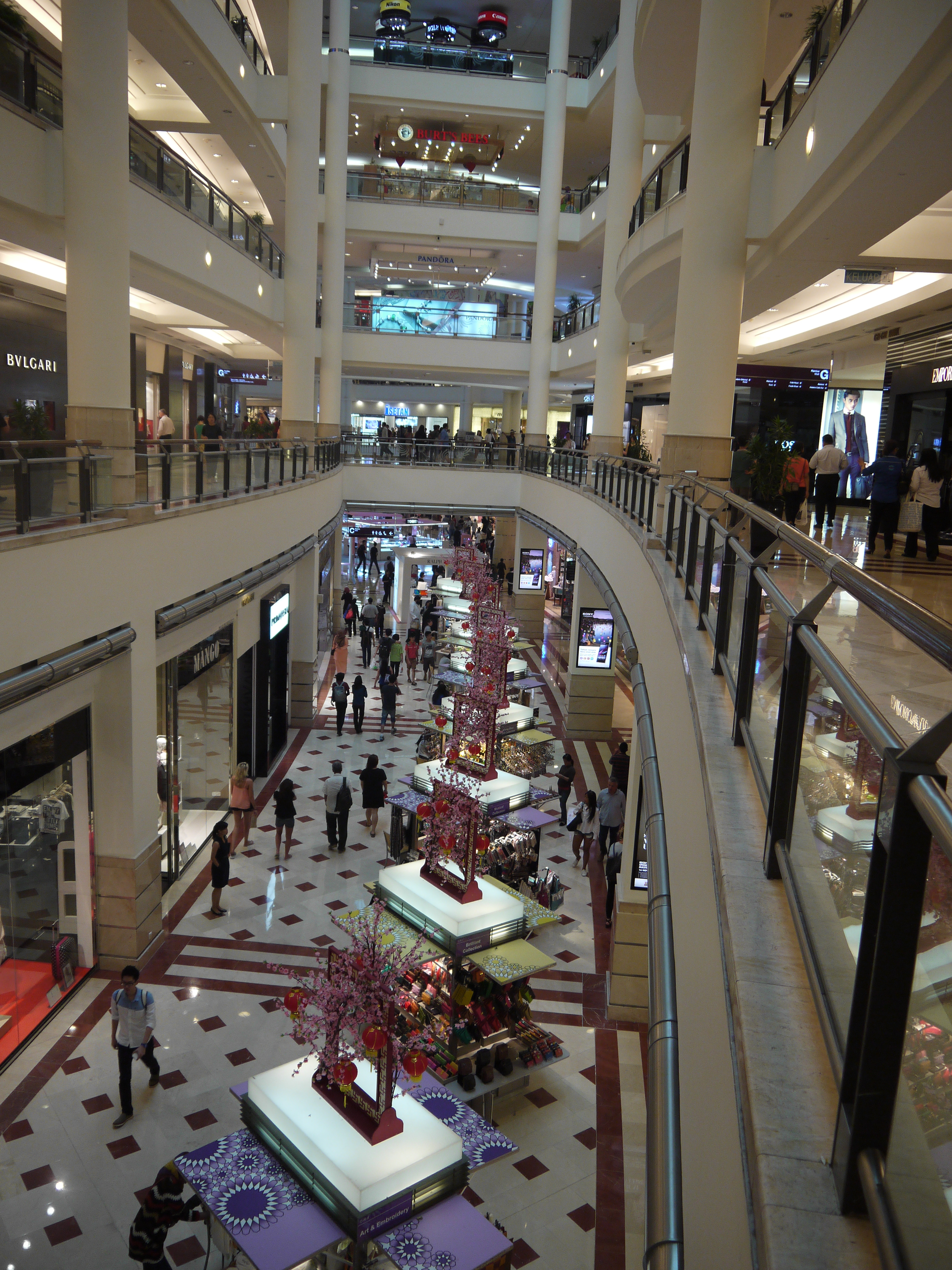
商場的中庭

建於1992年1月1日至1997年12月，於1998年開放，是1998年至2004年間，全世界最高的建築，也是馬來西亞的地標和現代化的象徵，是馬來西亞國家石油（Petronas）的總部。此大樓由西薩·佩里設計，其設計來源自馬來西亞的國教伊斯蘭教，因整棟建築建於石灰岩地形上，因此其地基結構是全世界最深的之一。陽光廣場、馬來西亞國油管弦樂廳、國油科學探索中心（Petrosains）和國油藝廊位於大樓的底部。

### 城中城公園

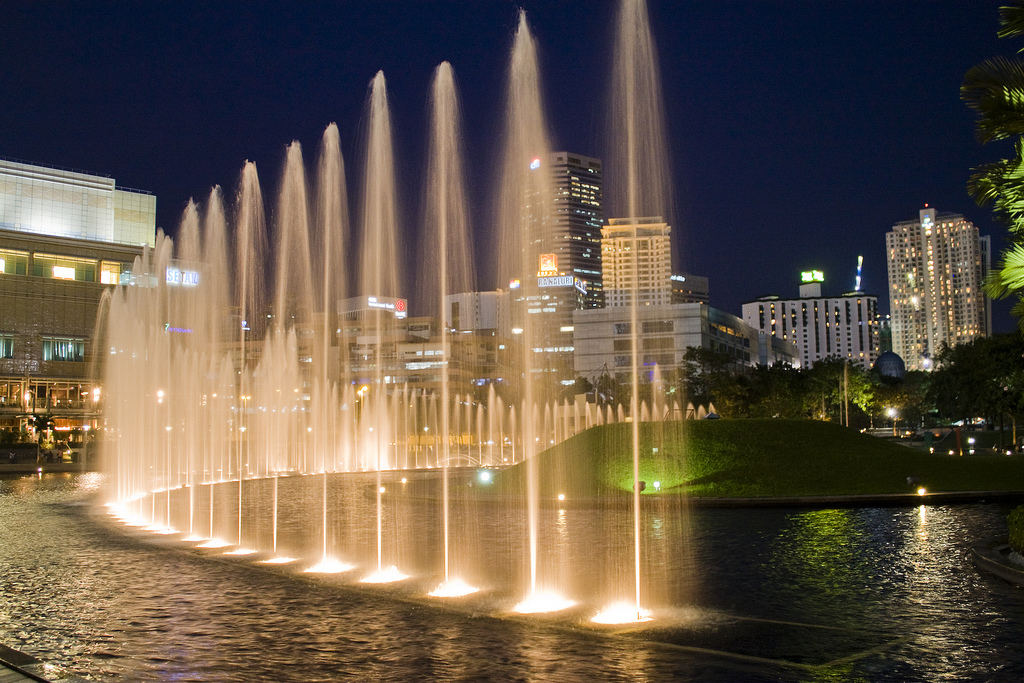
城中城公園音樂噴泉的夜景

城中城公園，是吉隆坡市區最大的公園之一，是巴西著名景觀設計師羅伯托·布雷·馬克思（Roberto Burle Marx）的遺作，面積約20公頃，是一座典型的都會型公園，許多市民和遊客在此欣賞雙峰塔和吉隆坡的天際線。此公園兼顧自然景觀用作保育與生物多樣化的規劃，這裡保存23種移植自前吉隆坡賽馬場俱的珍稀植物標本、1900種本地植物、66種棕櫚樹等。為繁囂國際都會營造一個寧靜和諧環境。
公園中央為面積達一萬平方公尺的人造池，從中午到晚上都會上演音樂水舞秀，主噴泉的水柱高達42公尺，水池上方設有高架橋跨越水池兩岸。公園西側設有免費兒童遊戲區及親子戲水池。

### 艾沙基林清真寺
位在城中城公園的北邊，是城中城地區最大型的清真寺。

### 勘探大廈
為吉隆坡城中城第二期計劃中，首個落成的建築，位在雙峰塔旁，樓高60層，又被稱為第三國油大樓，同樣由西薩·佩里所設計，於2012年落成，其底部為陽光廣場新延伸的部分。

### 明訊大廈
為馬來西亞電訊公司明訊（Maxis）的總部大樓，其為馬來西亞最大的電訊公司。

### 艾克森美孚大樓
於1997年與國油雙峰塔同時落成，是艾克森美孚在馬來西亞的總部大樓。

### Avenue K
為輕快鐵城中城站的共構大樓，其50樓高的高級住宅大樓曾是馬來西亞最高的住宅大樓，其裙樓為Avenue K商場，雖然位在陽光廣場對面，且於輕快鐵站的出口銜接，可是於亞洲金融風暴期間開幕，因此早期人流稀少。在營運初期以高檔消費群體為目標，引入Gucci、Salvatore Ferragamo等高端品牌及本地美罗百貨公司，但不敵低落的消費氣氛，業者紛紛遷出。改引入酒吧、藝廊、健身房等業者，可是依舊無法吸引人潮。
在2012年至2013年開始，商城內部開始進入大規模整修，引進各快速時尚品牌如H&M、Cotton On、無印良品、絲芙蘭等開設馬來西亞規模最大的旗艦店後，及大量的餐飲業者，目前已成功開始吸引人潮到來。

### 安邦购物中心
安邦购物中心（Ampang Park Shopping Centre）為馬來西亞第一家購物中心，於1973年3月開幕，面積為340,000平方尺，位在輕快鐵安邦购物中心站旁。即使營運多年，是傳統馬來服裝店家和裁縫店的聚集地，每逢開齋節前夕，商城內都會擠滿人潮，然而该商场已在2017年的最后一天关闭，以让路捷运2号线的建设。

### 吉隆坡會展中心

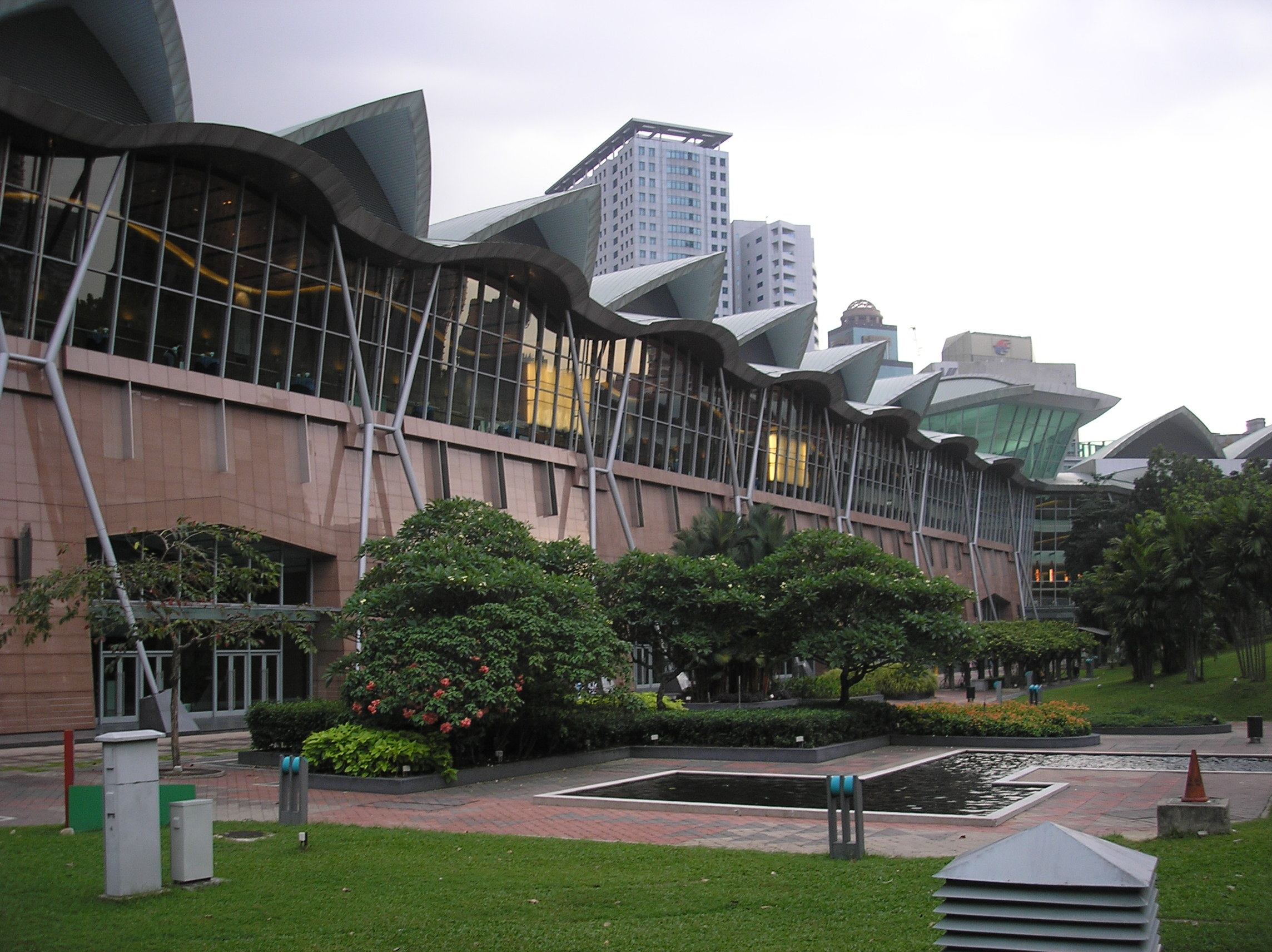
吉隆坡會展中心

面積達120,000平方米，是吉隆坡市區內最大型的會展中心之一，每年吸引許多大型展覽在此舉辦，包括由馬來西亞電腦及多媒體協會（PIKOM）所舉辦的電子用品展——PC Fair和馬來西亞大眾書局所舉辦中港台以外最大的華文書展——海外華文書市等。其底樓為美食中心、吉隆坡城中城水族館（Aquarium KLCC）和通往陽光廣場的地底通道，其出口與城中城－武吉免登空橋系統共構，可直接通往武吉免登商业区。

### 吉隆坡東方文華酒店
1998年開幕，共有643間客房，位在雙峰塔側門旁，是東方文華酒店在馬來西亞開設的第一家酒店。

### 吉隆坡君悅酒店
2012年開幕，共有370間客房，位在吉隆坡會展中心旁，其大廳位在建築的頂樓上，該建築是由汶萊政府所持有。

### 香格里拉盛貿酒店
為香格里拉酒店旗下的酒店之一，於2006年開幕，其最大特色是位在33樓的室內泳池和酒吧，是觀賞雙峰塔全景的最佳制高點。

### 四季酒店
四季酒店由中國鐵建承建，其主體建築高達342米，是吉隆坡最高的建築之一，裙樓規劃為高檔商場－The Shoppes，與陽光廣場的第一期及目前正建造中的第三期建築以空橋和地底通道的形式連接，已於2018年開幕。

### 新雙峰塔工程
目前於185、K及176地段正進行城中城第二期計劃，該建築為80樓及59樓的不對稱雙子建築形式，由西薩·佩里所設計，建築底樓預計成為陽光廣场合作的第三期用地，建築部分將作為酒店用途，目前已跟加拿大的酒店集團費爾蒙特酒店集團（Fairmont Hotels & Resorts）簽約。

## 連外交通
- 鐵路運輸
  - 5 格拉那再也线： KJ10 城中城站和 KJ09 安邦购物中心站
  - 9 加影线： KG20 敦拉萨国际贸易中心站
  - 12 布城线： PY20 安邦购物中心站、 PY21 城中城道站、 PY22 康莱站
- 空橋系統
  - 城中城－武吉免登空橋系統、敦拉薩路空橋系統
- 巴士
  - 快捷通巴士、GO吉隆坡城市巴士